# Llista de topònims de Sant Pere Sallavinera
Llista de topònims (noms propis de lloc) del municipi de Sant Pere Sallavinera, a l'Anoia
Informació actualitzada per un bot. Els canvis manuals es perdran quan s'actualitzi!

## casa
| imatge | Nom                          | Ubicat a              | instància de | Detalls                                                                                   | coordenades                                                                                            | Protecció                                  | Commons (més fotos)                                  | Dades a WD                    |
| ------ | ---------------------------- | --------------------- | ------------ | ----------------------------------------------------------------------------------------- | --- | ------------------------------------------ | ---------------------------------------------------- | ----------------------------- |
|        | Cal Morros                   | la Fortesa            | casa         | Estil: arquitectura popular 17th century                                                  | 41° 44′ 48″ N, 1° 32′ 16″ E / 41.746802°N,1.537661°E 717 msnm                                          | bé integrant del patrimoni cultural català | Cal Morros (Sant Pere Sallavinera)                   | Modifica les dades a Wikidata |
|        | Cal Ribalta                  | la Fortesa            | casa         | Estil: arquitectura popular 17th century                                                  | 41° 44′ 49″ N, 1° 32′ 16″ E / 41.747°N,1.53783°E ca:Nucli de la Fortesa 722 msnm                       | bé integrant del patrimoni cultural català | Cal Ribalta (Sant Pere Sallavinera)                  | Modifica les dades a Wikidata |
|        | Cal Torre                    | la Llavinera          | casa         | Estil: arquitectura popular 1916                                                          | 41° 44′ 09″ N, 1° 33′ 19″ E / 41.735762°N,1.555328°E ca:Plaça de Dalt. Nucli de la Llavinera. 726 msnm | bé integrant del patrimoni cultural català | Cal Torre (Sant Pere Sallavinera)                    | Modifica les dades a Wikidata |
|        | Cal Xandrí                   | la Llavinera          | casa         | Estil: arquitectura popular 17th century                                                  | 41° 44′ 07″ N, 1° 33′ 20″ E / 41.735293°N,1.55551°E 721 msnm                                           | bé integrant del patrimoni cultural català | Cal Xandrí (Sant Pere Sallavinera)                   | Modifica les dades a Wikidata |
|        | Casa al costat de l'església | Sant Pere Sallavinera | casa         | Estil: arquitectura popular 17th century                                                  | 41° 44′ 11″ N, 1° 34′ 28″ E / 41.736376°N,1.574492°E 583 msnm                                          | bé integrant del patrimoni cultural català | Casa al costat de l'església (Sant Pere Sallavinera) | Modifica les dades a Wikidata |
|        | casa a la plaça Major        | Sant Pere Sallavinera | casa         | Estil: arquitectura gòtica arquitectura del Renaixement arquitectura popular 17th century | 41° 44′ 12″ N, 1° 34′ 31″ E / 41.736589°N,1.57533°E ca:Plaça Major 573 msnm                            | bé integrant del patrimoni cultural català | Casa a la plaça Major (Sant Pere Sallavinera)        | Modifica les dades a Wikidata |
|        | casa al carrer Major, 9      | Sant Pere Sallavinera | casa         | Estil: arquitectura popular 15th century                                                  | 41° 44′ 11″ N, 1° 34′ 28″ E / 41.736464°N,1.574485°E 582 msnm                                          | bé integrant del patrimoni cultural català | Casa al carrer Major, 9 (Sant Pere Sallavinera)      | Modifica les dades a Wikidata |

## castell
| imatge | Nom                     | Ubicat a     | instància de | Detalls                                                       | coordenades | Protecció                                            | Commons (més fotos)     | Dades a WD                    |
| ------ | ----------------------- | ------------ | ------------ | ------------------------------------------------------------- | --- | ---------------------------------------------------- | ----------------------- | ----------------------------- |
|        | Castell de Boixadors    | Boixadors    | castell      | Estil: arquitectura romànica arquitectura gòtica 11st century | 41° 46′ 14″ N, 1° 34′ 29″ E / 41.7706°N,1.57472°E ca:Camí que surt de la carretera de Manresa a Calaf, al trencall de la Llavinera 847 msnm | bé d'interès cultural bé cultural d'interès nacional | Castell de Boixadors    | Modifica les dades a Wikidata |
|        | Castell de la Llavinera | la Llavinera | castell      | Estat: enderrocat o destruït                                  | 41° 44′ 08″ N, 1° 33′ 19″ E / 41.7356833333°N,1.55521944444°E 721 msnm                                                                      | bé d'interès cultural bé cultural d'interès nacional | Castell de la Llavinera | Modifica les dades a Wikidata |

## collada
| imatge | Nom                 | Ubicat a                               | instància de | Detalls | coordenades                                                       | Protecció | Commons (més fotos) | Dades a WD                    |
| ------ | ------------------- | -------------------------------------- | ------------ | ------- | ----------------------------------------------------------------- | --------- | ------------------- | ----------------------------- |
|        | Pi de l'Àguila      | la Molsosa Sant Pere Sallavinera       | collada      |         | 41° 46′ 13″ N, 1° 32′ 55″ E / 41.77031667°N,1.54864167°E 791 msnm |           |                     | Modifica les dades a Wikidata |
|        | collet dels Pastors | els Prats de Rei Sant Pere Sallavinera | collada      |         | 41° 43′ 49″ N, 1° 34′ 25″ E / 41.73026667°N,1.57363333°E 649 msnm |           |                     | Modifica les dades a Wikidata |

## creu de terme
| imatge | Nom                            | Ubicat a              | instància de  | Detalls | coordenades                                                            | Protecció | Commons (més fotos) | Dades a WD                    |
| ------ | ------------------------------ | --------------------- | ------------- | ------- | ---------------------------------------------------------------------- | --------- | ------------------- | ----------------------------- |
|        | Creu davant Cal Mariano        | Sant Pere Sallavinera | creu de terme |         | 41° 44′ 08″ N, 1° 33′ 21″ E / 41.73543919811856°N,1.5557535749616802°E |           |                     | Modifica les dades a Wikidata |
|        | creu de Ca la Viuda            | Sant Pere Sallavinera | creu de terme |         | 41° 44′ 44″ N, 1° 34′ 03″ E / 41.745490590491926°N,1.567634886484344°E |           |                     | Modifica les dades a Wikidata |
|        | creu de Sant Pere de Boixadors | Sant Pere Sallavinera | creu de terme |         | 41° 45′ 48″ N, 1° 34′ 13″ E / 41.76322057372404°N,1.570202168115692°E  |           |                     | Modifica les dades a Wikidata |

## curs d'aigua
| imatge | Nom                 | Ubicat a                                                    | instància de | Detalls                       | coordenades | Protecció | Commons (més fotos) | Dades a WD                    |
| ------ | ------------------- | ----------------------------------------------------------- | ------------ | ----------------------------- | --- | --------- | ------------------- | ----------------------------- |
|        | rasa de Cal Ventura | Sant Pere Sallavinera                                       | curs d'aigua | Desemboca: riera de Rajadell  | 41° 45′ 28″ N, 1° 33′ 18″ E / 41.75771°N,1.5550519444444446°E 41° 44′ 53″ N, 1° 35′ 17″ E / 41.74801388888889°N,1.587971111111111°E          |           |                     | Modifica les dades a Wikidata |
|        | riera de Rajadell   | Sant Pere Sallavinera Aguilar de Segarra Rajadell Manresa   | curs d'aigua | Desemboca: Cardener           | 41° 44′ 53″ N, 1° 35′ 16″ E / 41.748038055555554°N,1.587916111111111°E 41° 42′ 30″ N, 1° 50′ 13″ E / 41.70828805555555°N,1.837033888888889°E |           | Riera de Rajadell   | Modifica les dades a Wikidata |
|        | riera de Sant Pere  | Sant Pere Sallavinera els Prats de Rei Veciana Copons Rubió | curs d'aigua | Desemboca: riera de Veciana   | 41° 44′ 47″ N, 1° 32′ 34″ E / 41.74630694444444°N,1.5428419444444446°E 41° 38′ 01″ N, 1° 31′ 06″ E / 41.63355388888889°N,1.51845°E           |           |                     | Modifica les dades a Wikidata |
|        | riera de la Devesa  | la Molsosa Sant Pere Sallavinera Calonge de Segarra         | curs d'aigua | Desemboca: torrent de l'Arç   | 41° 45′ 53″ N, 1° 33′ 18″ E / 41.76469111111111°N,1.555136111111111°E 41° 46′ 00″ N, 1° 31′ 18″ E / 41.76663111111111°N,1.5217830555555556°E |           |                     | Modifica les dades a Wikidata |
|        | torrent de l'Anoia  | Sant Pere Sallavinera els Prats de Rei Veciana Rubió        | curs d'aigua | Desemboca: riera de Sant Pere | 41° 42′ 01″ N, 1° 32′ 30″ E / 41.7004°N,1.54163°E                                                                                            |           |                     | Modifica les dades a Wikidata |

## entitat singular de població
| imatge | Nom                   | Ubicat a              | instància de                                   | Detalls | coordenades                                                                                                   | Protecció | Commons (més fotos)                | Dades a WD                    |
| ------ | --------------------- | --------------------- | ---------------------------------------------- | ------- | --- | --------- | ---------------------------------- | ----------------------------- |
|        | Boixadors             | Sant Pere Sallavinera | entitat singular de població                   | 17 hab  | 41° 45′ 48″ N, 1° 34′ 11″ E / 41.763256°N,1.56979°E 661 msnm                                                  |           | Boixadors                          | Modifica les dades a Wikidata |
|        | Querosa, la           | Sant Pere Sallavinera | entitat singular de població                   | 21 hab  | 41° 44′ 05″ N, 1° 34′ 56″ E / 41.73480568°N,1.582224369°E 620.207 msnm                                        |           |                                    | Modifica les dades a Wikidata |
|        | Sant Pere Sallavinera | Sant Pere Sallavinera | entitat singular de població capital municipal | 77 hab  | 41° 44′ 11″ N, 1° 34′ 29″ E / 41.73635204°N,1.57459575°E 583 msnm                                             |           |                                    | Modifica les dades a Wikidata |
|        | la Fortesa            | Sant Pere Sallavinera | entitat singular de població                   | 13 hab  | 41° 44′ 49″ N, 1° 32′ 16″ E / 41.746908°N,1.537715°E ca:Camí de la Fortesa, que surt de Calaf 722 msnm        |           | La Fortesa (Sant Pere Sallavinera) | Modifica les dades a Wikidata |
|        | la Llavinera          | Sant Pere Sallavinera | entitat singular de població                   | 30 hab  | 41° 44′ 08″ N, 1° 33′ 19″ E / 41.73555556°N,1.55527778°E ca:Desviació que surt de la carretera N-141 723 msnm |           | La Llavinera                       | Modifica les dades a Wikidata |

## església
| imatge | Nom                                                    | Ubicat a              | instància de | Detalls                                                        | coordenades | Protecció                                  | Commons (més fotos)                                 | Dades a WD                    |
| ------ | ------------------------------------------------------ | --------------------- | ------------ | -------------------------------------------------------------- | --- | ------------------------------------------ | --------------------------------------------------- | ----------------------------- |
|        | Sant Joan de la Fortesa                                | la Fortesa            | església     | Estil: arquitectura popular 17th century                       | 41° 44′ 47″ N, 1° 32′ 16″ E / 41.746514°N,1.537904°E ca:La Fortesa 717 msnm                                                                                  | bé integrant del patrimoni cultural català | Sant Joan de la Fortesa                             | Modifica les dades a Wikidata |
|        | Sant Jordi de la Llavinera                             | la Llavinera          | església     | Estil: arquitectura popular 17th century                       | 41° 44′ 07″ N, 1° 33′ 18″ E / 41.7354°N,1.55494°E ca:La Llavinera 726 msnm                                                                                   | bé integrant del patrimoni cultural català | Sant Jordi de la Llavinera                          | Modifica les dades a Wikidata |
|        | Sant Pere de Boixadors                                 | Boixadors             | església     | Estil: historicisme arquitectònic 19th century                 | 41° 45′ 48″ N, 1° 34′ 11″ E / 41.7632°N,1.56971°E 661 msnm                                                                                                   | bé integrant del patrimoni cultural català | Sant Pere de Boixadors                              | Modifica les dades a Wikidata |
|        | Sant Pere del Castell de Boixadors                     | Boixadors             | església     | Estil: arquitectura romànica                                   | 41° 46′ 13″ N, 1° 34′ 30″ E / 41.7702039149523°N,1.5749898305078°E ca:Camí que surt de la carretera de Manresa a Calaf, al trencall de la Llavinera 838 msnm |                                            | Sant Pere del Castell de Boixadors                  | Modifica les dades a Wikidata |
|        | capella de la Sagrada Família de Sant Pere Sallavinera | Boixadors             | església     | Estil: arquitectura popular 19th century                       | 41° 45′ 45″ N, 1° 35′ 26″ E / 41.7626°N,1.59064°E ca:Molí de Boixadors 647 msnm                                                                              | bé integrant del patrimoni cultural català | Capella de la Sagrada Família del Molí de Boixadors | Modifica les dades a Wikidata |
|        | església de Sant Pere Sallavinera                      | Sant Pere Sallavinera | església     | Estil: arquitectura romànica arquitectura popular 11st century | 41° 44′ 11″ N, 1° 34′ 28″ E / 41.7364°N,1.57449°E 583 msnm                                                                                                   | bé integrant del patrimoni cultural català | Església de Sant Pere Sallavinera                   | Modifica les dades a Wikidata |

## granja
| imatge | Nom                | Ubicat a              | instància de | Detalls | coordenades                                                                  | Protecció | Commons (més fotos) | Dades a WD                    |
| ------ | ------------------ | --------------------- | ------------ | ------- | ---------------------------------------------------------------------------- | --------- | ------------------- | ----------------------------- |
|        | Corral del Ribalta | la Fortesa            | granja       |         | 41° 44′ 53″ N, 1° 32′ 23″ E / 41.7481189296586°N,1.53980642692247°E 731 msnm |           |                     | Modifica les dades a Wikidata |
|        | Granges del Molí   | Boixadors             | granja       |         | 41° 45′ 41″ N, 1° 35′ 26″ E / 41.7613801218141°N,1.59054673315972°E 629 msnm |           |                     | Modifica les dades a Wikidata |
|        | Granja de l'Iquero | Sant Pere Sallavinera | granja       |         | 41° 44′ 05″ N, 1° 34′ 28″ E / 41.7347994011563°N,1.57434191562224°E 592 msnm |           |                     | Modifica les dades a Wikidata |
|        | Granja del Senglar | la Fortesa            | granja       |         | 41° 45′ 21″ N, 1° 32′ 47″ E / 41.7557592581001°N,1.54640520991673°E 743 msnm |           |                     | Modifica les dades a Wikidata |

## masia
| imatge | Nom                    | Ubicat a              | instància de | Detalls                                  | coordenades | Protecció                                  | Commons (més fotos)                 | Dades a WD                    |
| ------ | ---------------------- | --------------------- | ------------ | ---------------------------------------- | --- | ------------------------------------------ | ----------------------------------- | ----------------------------- |
|        | Ca l'Ivanyes           | Boixadors             | masia        |                                          | 41° 45′ 14″ N, 1° 35′ 29″ E / 41.7538532405117°N,1.59150529576026°E 553 msnm                                                                 |                                            |                                     | Modifica les dades a Wikidata |
|        | Ca la Muda             | Sant Pere Sallavinera | masia        |                                          | 41° 44′ 05″ N, 1° 34′ 34″ E / 41.7347324654274°N,1.57620719090045°E 581 msnm                                                                 |                                            |                                     | Modifica les dades a Wikidata |
|        | Ca la Viuda            | Sant Pere Sallavinera | masia        |                                          | 41° 44′ 40″ N, 1° 34′ 08″ E / 41.744501934495°N,1.5689303015598°E 612 msnm                                                                   |                                            |                                     | Modifica les dades a Wikidata |
|        | Cal Baldiri            | Boixadors             | masia        | Estil: arquitectura popular 18th century | 41° 44′ 53″ N, 1° 35′ 10″ E / 41.748047°N,1.586173°E ca:Des de la carretera N-141b, km 24,7 544 msnm                                         | bé integrant del patrimoni cultural català | Cal Baldiri (Sant Pere Sallavinera) | Modifica les dades a Wikidata |
|        | Cal Cinto              | Boixadors             | masia        | 1890                                     | 41° 45′ 31″ N, 1° 34′ 55″ E / 41.7585902786462°N,1.58194695041507°E ca:Cal Cinto. Boixadors 599 msnm                                         |                                            |                                     | Modifica les dades a Wikidata |
|        | Cal Corregó            | Boixadors             | masia        | 19th century                             | 41° 46′ 00″ N, 1° 33′ 13″ E / 41.766618°N,1.553622°E ca:La plana. Nord de la Llavinera 705 msnm                                              |                                            |                                     | Modifica les dades a Wikidata |
|        | Cal Cortaire           | Sant Pere Sallavinera | masia        |                                          | 41° 44′ 12″ N, 1° 34′ 37″ E / 41.7368050246562°N,1.57701517318358°E 575 msnm                                                                 |                                            |                                     | Modifica les dades a Wikidata |
|        | Cal Feixes             | Boixadors             | masia        |                                          | 41° 44′ 55″ N, 1° 34′ 01″ E / 41.7485058321882°N,1.56695471591524°E ca:Tros de l'Era. Nord de Sant Pere Sallavinera 624 msnm                 |                                            |                                     | Modifica les dades a Wikidata |
|        | Cal Francisco del Prat | Sant Pere Sallavinera | masia        | 1780                                     | 41° 44′ 32″ N, 1° 34′ 37″ E / 41.7422710778457°N,1.57693055332929°E ca:Tros del Francisco. Nord - est de Sant Pere Sallavinera 557 msnm      |                                            |                                     | Modifica les dades a Wikidata |
|        | Cal Gironella          | Boixadors             | masia        | 1881                                     | 41° 45′ 48″ N, 1° 34′ 22″ E / 41.7633570950724°N,1.57267524862277°E ca:Camp de la Barraca. Boixadors 657 msnm                                |                                            |                                     | Modifica les dades a Wikidata |
|        | Cal Gotzems            | Boixadors             | masia        |                                          | 41° 46′ 00″ N, 1° 33′ 13″ E / 41.766618°N,1.553622°E 617 msnm                                                                                |                                            |                                     | Modifica les dades a Wikidata |
|        | Cal Malet              | la Llavinera          | masia        |                                          | 41° 44′ 03″ N, 1° 33′ 34″ E / 41.73408389°N,1.55953611°E 697 msnm                                                                            |                                            |                                     | Modifica les dades a Wikidata |
|        | Cal Manel              | Sant Pere Sallavinera | masia        | 1858                                     | 41° 44′ 01″ N, 1° 34′ 25″ E / 41.7336092446266°N,1.57351451558411°E ca:Vinya del Maneló - La Querosa. Sud de Sant Pere Sallavinera 600 msnm  |                                            |                                     | Modifica les dades a Wikidata |
|        | Cal Manolo             | Sant Pere Sallavinera | masia        | Estat: enderrocat o destruït             | 41° 43′ 52″ N, 1° 34′ 28″ E / 41.7311802715374°N,1.57447005203269°E 636 msnm                                                                 |                                            |                                     | Modifica les dades a Wikidata |
|        | Cal Mingo              | Sant Pere Sallavinera | masia        | 19th century                             | 41° 44′ 07″ N, 1° 34′ 31″ E / 41.735331°N,1.575176°E ca:La Querosa. Sud de Sant Pere Sallavinera 587 msnm                                    |                                            |                                     | Modifica les dades a Wikidata |
|        | Cal Mir                | la Llavinera          | masia        |                                          | 41° 43′ 50″ N, 1° 32′ 45″ E / 41.7306694177944°N,1.54592502528507°E ca:Plans de Cal Mir. A l'oest de Sant Pere Sallavinera 665 msnm          |                                            |                                     | Modifica les dades a Wikidata |
|        | Cal Mosso              | Sant Pere Sallavinera | masia        |                                          | 41° 44′ 06″ N, 1° 34′ 41″ E / 41.7349720920983°N,1.57810177319517°E 600 msnm                                                                 |                                            |                                     | Modifica les dades a Wikidata |
|        | Cal Mundeta            | Sant Pere Sallavinera | masia        | 1901                                     | 41° 44′ 42″ N, 1° 35′ 00″ E / 41.7448899383268°N,1.5833188556799°E ca:Plana del Molí del Ribalta. Nord-est de Sant Pere Sallavinera 532 msnm |                                            |                                     | Modifica les dades a Wikidata |
|        | Cal Pagès              | Sant Pere Sallavinera | masia        | 1879                                     | 41° 44′ 05″ N, 1° 34′ 42″ E / 41.7347858283219°N,1.57833434753338°E ca:La Querosa. Al sud de Sant Pere Sallavinera 600 msnm                  |                                            |                                     | Modifica les dades a Wikidata |
|        | Cal Piquer             | Boixadors             | masia        |                                          | 41° 44′ 53″ N, 1° 34′ 14″ E / 41.7479844018943°N,1.57064656178352°E ca:Plana de Cal Piquer. Nord de Sant Pere Sallavinera 597 msnm           |                                            |                                     | Modifica les dades a Wikidata |
|        | Cal Ros                | la Llavinera          | masia        | 1877                                     | 41° 44′ 22″ N, 1° 32′ 50″ E / 41.7394748361396°N,1.54709725636336°E ca:Pla de Cal Ros. Nord-est de la Llavinera 697 msnm                     |                                            |                                     | Modifica les dades a Wikidata |
|        | Cal Setó               | la Llavinera          | masia        | 1860                                     | 41° 44′ 17″ N, 1° 33′ 48″ E / 41.737951333286°N,1.56346164868562°E ca:Costes de Cal Setó. A l'est de la Llavinera 663 msnm                   |                                            |                                     | Modifica les dades a Wikidata |
|        | Cal Soler              | Sant Pere Sallavinera | masia        | 1847                                     | 41° 44′ 08″ N, 1° 34′ 38″ E / 41.7356542610026°N,1.57718487513358°E ca:Querosa. Sud de Sant Pere Sallavinera 580 msnm                        |                                            |                                     | Modifica les dades a Wikidata |
|        | Cal Solà               | Boixadors             | masia        |                                          | 41° 44′ 49″ N, 1° 35′ 07″ E / 41.7468522379766°N,1.5854164707547°E 543 msnm                                                                  |                                            |                                     | Modifica les dades a Wikidata |
|        | Cal Ventura            | Boixadors             | masia        | 1772                                     | 41° 45′ 23″ N, 1° 34′ 13″ E / 41.7564197369329°N,1.57032706301501°E ca:Cal Ventura. Nord de Sant Pere Sallavinera 590 msnm                   |                                            |                                     | Modifica les dades a Wikidata |
|        | Can Torretà            | Sant Pere Sallavinera | masia        |                                          | 41° 44′ 04″ N, 1° 34′ 45″ E / 41.7344635248768°N,1.57921923997069°E 600 msnm                                                                 |                                            |                                     | Modifica les dades a Wikidata |
|        | Can Trullàs            | la Llavinera          | masia        |                                          | 41° 44′ 10″ N, 1° 32′ 51″ E / 41.73605°N,1.547622°E 669 msnm                                                                                 |                                            |                                     | Modifica les dades a Wikidata |
|        | Casa Nova del Castell  | Boixadors             | masia        |                                          | 41° 46′ 16″ N, 1° 34′ 20″ E / 41.7710327727787°N,1.57210804220154°E 806 msnm                                                                 |                                            |                                     | Modifica les dades a Wikidata |
|        | Casa de l'Iquero       | Sant Pere Sallavinera | masia        | 1876                                     | 41° 44′ 07″ N, 1° 34′ 29″ E / 41.7351829509807°N,1.57476631650395°E ca:La Querosa. Sud de Sant Pere Sallavinera 587 msnm                     |                                            |                                     | Modifica les dades a Wikidata |
|        | Hostal del Bou         | la Llavinera          | masia        |                                          | 41° 43′ 46″ N, 1° 32′ 55″ E / 41.7295228522217°N,1.54855998441377°E ca:Plana de l'Hostal de Bou. Oest de Sant Pere Sallavinera 650 msnm      |                                            |                                     | Modifica les dades a Wikidata |
|        | Torre del Ponça        | Boixadors             | masia        |                                          | 41° 44′ 50″ N, 1° 34′ 30″ E / 41.7473364401154°N,1.57503870476758°E 593 msnm                                                                 |                                            |                                     | Modifica les dades a Wikidata |
|        | Vallcebre              | Boixadors             | masia        | 18th century Estat: ruïnós               | 41° 46′ 42″ N, 1° 34′ 34″ E / 41.7781994161011°N,1.57624468838538°E ca:Vallcebre. Nord del Turó de Boixadors 770 msnm                        |                                            |                                     | Modifica les dades a Wikidata |
|        | els Seguers            | Boixadors             | masia        |                                          | 41° 45′ 42″ N, 1° 33′ 25″ E / 41.761556606995°N,1.55688435327566°E ca:Plana dels Seguers. Nord de la Llavinera 696 msnm                      |                                            |                                     | Modifica les dades a Wikidata |
|        | els Torrents           | la Llavinera          | masia        |                                          | 41° 44′ 21″ N, 1° 32′ 41″ E / 41.739054°N,1.544811°E 689 msnm                                                                                |                                            |                                     | Modifica les dades a Wikidata |
|        | l'Espona               | la Fortesa            | masia        | 1710                                     | 41° 45′ 26″ N, 1° 33′ 01″ E / 41.7571784906083°N,1.55037872201777°E ca:Plans de l'Espona. Nord de la Fortesa 765 msnm                        |                                            |                                     | Modifica les dades a Wikidata |
|        | la Caseta              | la Fortesa            | masia        | 1902                                     | 41° 44′ 46″ N, 1° 33′ 00″ E / 41.7460498434439°N,1.54995564457309°E ca:Plana de la caseta. A l'est de la Fortesa 711 msnm                    |                                            |                                     | Modifica les dades a Wikidata |
|        | la Remugosa            | Boixadors             | masia        | 1659                                     | 41° 45′ 07″ N, 1° 33′ 39″ E / 41.7520686840798°N,1.56088565730213°E ca:La Plana. Nord de Sant Pere Sallavinera 662 msnm                      |                                            |                                     | Modifica les dades a Wikidata |
|        | les Bassetes           | Boixadors             | masia        | 1791                                     | 41° 45′ 46″ N, 1° 33′ 48″ E / 41.762762630494°N,1.56328118960274°E ca:Tros de la casa. Boixadors 671 msnm                                    |                                            |                                     | Modifica les dades a Wikidata |

## molí d'aigua
| imatge | Nom                       | Ubicat a  | instància de | Detalls                                  | coordenades                                                                         | Protecció                                  | Commons (més fotos)       | Dades a WD                    |
| ------ | ------------------------- | --------- | ------------ | ---------------------------------------- | ----------------------------------------------------------------------------------- | ------------------------------------------ | ------------------------- | ----------------------------- |
|        | Molí de Boixadors de Baix | Boixadors | molí d'aigua | Estil: arquitectura popular 1761         | 41° 45′ 46″ N, 1° 35′ 18″ E / 41.762701°N,1.588422°E ca:Rovira del Trullàs 619 msnm | bé integrant del patrimoni cultural català | Molí de Boixadors de Baix | Modifica les dades a Wikidata |
|        | Molí de Boixadors de Dalt | Boixadors | molí d'aigua | Estil: arquitectura popular 16th century | 41° 45′ 43″ N, 1° 35′ 25″ E / 41.7619456226589°N,1.59039000089163°E 646 msnm        | bé integrant del patrimoni cultural català | Molí de Boixadors de Dalt | Modifica les dades a Wikidata |
|        | Molí de Ca l'Ibañez       | Boixadors | molí d'aigua | Estil: arquitectura popular 18th century | 41° 45′ 13″ N, 1° 35′ 32″ E / 41.753674°N,1.592325°E 554 msnm                       | bé integrant del patrimoni cultural català | Molí de Ca l'Ibañez       | Modifica les dades a Wikidata |

## pont
| imatge | Nom                              | Ubicat a              | instància de | Detalls                       | coordenades | Protecció                                  | Commons (més fotos)             | Dades a WD                    |
| ------ | -------------------------------- | --------------------- | ------------ | ----------------------------- | --- | ------------------------------------------ | ------------------------------- | ----------------------------- |
|        | Pont I                           | Sant Pere Sallavinera | pont         |                               | 41° 44′ 13″ N, 1° 34′ 28″ E / 41.73682°N,1.574459°E 575 msnm | bé integrant del patrimoni cultural català | Pont I (Sant Pere Sallavinera)  | Modifica les dades a Wikidata |
|        | Pont II                          | Boixadors             | pont         |                               | | bé integrant del patrimoni cultural català | Pont II (Sant Pere Sallavinera) | Modifica les dades a Wikidata |
|        | Pont de Cal Baldiri              | Sant Pere Sallavinera | pont         | 19th century Estat: bon estat | 41° 44′ 48″ N, 1° 35′ 11″ E / 41.74653°N,1.58634°E ca:Tros de Cal Baldiri. Nord de Sant Pere Sallavinera 540 msnm                                                  |                                            |                                 | Modifica les dades a Wikidata |
|        | Pont de l'Hostal de Bou          | Sant Pere Sallavinera | pont         | Estat: bon estat              | 41° 43′ 49″ N, 1° 32′ 50″ E / 41.73016°N,1.54716°E ca:Torrent de l'Anoia, a al carretera N-141b 654 msnm                                                           |                                            |                                 | Modifica les dades a Wikidata |
|        | Pont de l'Ibañez                 | Sant Pere Sallavinera | pont         | Estat: bon estat              | 41° 45′ 15″ N, 1° 35′ 32″ E / 41.75425°N,1.59231°E ca:Plana de l'Ivanyes. Nord de Sant Pere Sallavinera 557 msnm                                                   |                                            |                                 | Modifica les dades a Wikidata |
|        | Pont de la Via                   | Sant Pere Sallavinera | pont         | 1860 Estat: bon estat         | 41° 44′ 12″ N, 1° 34′ 01″ E / 41.7366154233371°N,1.5668343265871°E ca:Carretera N-141b, entre el km 0 i el Km 27. Oest del nucli de Sant Pere Sallavinera 602 msnm |                                            |                                 | Modifica les dades a Wikidata |
|        | Pont de la font de Cal Baldiri   | Sant Pere Sallavinera | pont font    | 19th century Estat: bon estat | 41° 44′ 51″ N, 1° 35′ 07″ E / 41.74743°N,1.58536°E ca:Tros de Cal Baldiri. Nord de Sant Pere Sallavinera 540 msnm                                                  |                                            |                                 | Modifica les dades a Wikidata |
|        | Pont del Molí de Boixadors       | Sant Pere Sallavinera | pont         |                               | | bé integrant del patrimoni cultural català |                                 | Modifica les dades a Wikidata |
|        | Pont del Molí de l'Ibañez        | Sant Pere Sallavinera | pont         | 18th century Estat: bon estat | 41° 45′ 14″ N, 1° 35′ 32″ E / 41.7538°N,1.59228°E ca:Ca l'Ibañez. Nord de Sant Pere Sallavinera 554 msnm                                                           |                                            |                                 | Modifica les dades a Wikidata |
|        | Pont del Torrent de la Font Puda | Sant Pere Sallavinera | pont         | 19th century Estat: bon estat | 41° 45′ 58″ N, 1° 35′ 18″ E / 41.76599°N,1.58834°E ca:Damunt la Font Puda. A l'est de Cal Lluc 671 msnm                                                            |                                            |                                 | Modifica les dades a Wikidata |

## Misc
| imatge | Nom                                        | Ubicat a                         | instància de           | Detalls                                                           | coordenades | Protecció | Commons (més fotos)                 | Dades a WD                    |
| ------ | ------------------------------------------ | -------------------------------- | ---------------------- | ----------------------------------------------------------------- | --- | --------- | ----------------------------------- | ----------------------------- |
|        | Aeròdrom de Calaf-Sallavinera              | Sant Pere Sallavinera            | aeròdrom               | 1968 Superfície: 5.81ha Anomenat per: Calaf Sant Pere Sallavinera | 41° 44′ 40″ N, 1° 33′ 29″ E / 41.7445°N,1.5580555555556°E 717 2356 msnm                                                        |           |                                     | Modifica les dades a Wikidata |
|        | Boixadors                                  | Sant Pere Sallavinera            | vèrtex geodèsic        |                                                                   | 41° 46′ 14″ N, 1° 34′ 29″ E / 41.770549°N,1.574725°E 862.176 msnm                                                              |           |                                     | Modifica les dades a Wikidata |
|        | Estació de Seguers - Sant Pere Sallavinera | Sant Pere Sallavinera            | estació de ferrocarril |                                                                   | 41° 44′ 52″ N, 1° 34′ 27″ E / 41.747891666667°N,1.5740388888889°E                                                              |           | Sant Pere Sallavinera Train station | Modifica les dades a Wikidata |
|        | Mare de Déu de Montserrat                  | Boixadors                        | oratori                |                                                                   | 41° 45′ 34″ N, 1° 33′ 21″ E / 41.759458°N,1.555792°E 694 msnm                                                                  |           |                                     | Modifica les dades a Wikidata |
|        | Serra de Montaner                          | la Molsosa Sant Pere Sallavinera | serra                  | Llarg: 3.39km                                                     | 41° 46′ 14″ N, 1° 32′ 59″ E / 41.770598°N,1.549619°E 848 msnm                                                                  |           | Serra de Boixadors                  | Modifica les dades a Wikidata |
|        | Turó de Boixadors                          | Sant Pere Sallavinera            | muntanya               |                                                                   | 41° 46′ 14″ N, 1° 34′ 29″ E / 41.7706425868°N,1.57477558985°E 848 msnm                                                         |           | Turó de Boixadors                   | Modifica les dades a Wikidata |
|        | Túnel dels Seguers                         | Sant Pere Sallavinera            | túnel                  |                                                                   | 41° 45′ 11″ N, 1° 34′ 29″ E / 41.7531491700448°N,1.5745853710926°E                                                             |           |                                     | Modifica les dades a Wikidata |
|        | casa consistorial de Sant Pere Sallavinera | Sant Pere Sallavinera            | casa consistorial      |                                                                   | 41° 44′ 11″ N, 1° 34′ 20″ E / 41.7365136°N,1.5722995°E                                                                         |           |                                     | Modifica les dades a Wikidata |
|        | pallissa del Colom                         | Sant Pere Sallavinera            | cabana                 | 1868                                                              | 41° 44′ 10″ N, 1° 34′ 17″ E / 41.7360786357402°N,1.57146375883097°E ca:Tros del Colom. Nucli de Sant Pere Sallavinera 592 msnm |           |                                     | Modifica les dades a Wikidata |